# Hyposidra vittata
Hyposidra vittata är en fjärilsart som beskrevs av W. Warren 1905. Hyposidra vittata ingår i släktet Hyposidra och familjen mätare. Inga underarter finns listade i Catalogue of Life.